# Teratosphaeria ohnowa
Teratosphaeria ohnowa är en svampart som först beskrevs av Crous & M.J. Wingf., och fick sitt nu gällande namn av Crous & U. Braun 2007. Teratosphaeria ohnowa ingår i släktet Teratosphaeria och familjen Teratosphaeriaceae.   Inga underarter finns listade i Catalogue of Life.